# Шерзад, Яма
Яма Шерзад (дари یما شیرزاد; 1 января 2001, Кундуз, Афганистан) — афганский футболист, полузащитник швейцарского клуба «Приштина Берн» и сборной Афганистана.

## Клубная карьера
Уроженец Афганистана, в раннем возрасте переехал в Швейцарию. Футболом начал заниматься в академиях клубов из кантона Берн, в 2011 перейдя в академию «Туна». В сезоне 2017/18 впервые был включён в состав второй команды, выступавшей в Первой лиге Промоушен. Дебютировал 3 марта 2018 года в домашнем матче против «Дюдингена», заменив на 55-й минуте Колина Трахселя. Впервые в стартовом составе вышел 17 марта в домашней игре с «Этуаль Каруж». Первый гол за дубль забил 20 сентября 2019 года в гостевой встрече с «Портальбана». 4 сентября 2021 года в гостевом матче против «Мартиньи-Спортс» впервые в карьере оформил дубль.
Летом 2022 года перешёл в академию «Ксамакса». За дубль дебютировал 6 августа в гостевом матче против «Мури». Первые голы забил 13 августа в домашней игре с «Воленом», оформив первый в карьере хет-трик.
10 июля 2023 года на правах свободного агента перешёл в клуб «Биль-Бьенн». Дебютировал 19 августа в домашнем матче против второй команды «Янг Бойз».
В январе 2024 года разорвал контракт с клубом и присоединился к «Брайтенрайну». Дебютировал 17 апреля в гостевой игре с «Хамом».
27 июня на правах свободного агента перешёл в бернскую «Приштину» из Первой лиги.

## Карьера в сборной
Был включён в состав сборной Афганистана на Кубок наций ФАЦА 2023. Дебютировал 10 июня в матче против сборной Кыргызстана, выйдя в стартовом составе.